# Wales herrlandslag i rugby union
Wales herrlandslag i rugby union representerar Wales i rugby union på herrsidan. Laget har varit med i alla världsmästerskap som hittills har spelats. Rugby union brukas sägas vara landets nationalsport. Hemmaarenan är Principality Stadium i Cardiff och nuvarande lagkapten är Jac Morgan. Mellan åren 2007 och 2019 och med Warren Gatland som tränare nåddes stora framgångar. Laget är nuvarande regerande Six Nations Grand Slam-mästare (2019) och man blev även under Gatlands tid som tränare nationen med sammanlagt flest titlar i turneringen.